# Epipedobates espinosai
Epipedobates espinosai är en groddjursart som först beskrevs av John W. Funkhouser 1956.  Epipedobates espinosai ingår i släktet Epipedobates och familjen pilgiftsgrodor. IUCN kategoriserar arten globalt som otillräckligt studerad. Inga underarter finns listade i Catalogue of Life.